# لا استامپا
لا استامپا (به ایتالیایی: La Stampa) (به معنی چاپ) یکی از معروف‌ترین و پرفروش‌ترین روزنامه‌های ایتالیایی است. این روزنامه که در شهر تورین به چاپ می‌رسد، در ایتالیا و دیگر کشورهای اروپایی منتشر می‌شود. مالک پیشین روزنامه، گروه صنعتی فیات بود.
روزنامه لا استامپا در سال ۱۸۶۷ میلادی با نام گازتا پیه‌مونته (Gazzetta Piemontese) بنیان نهاده شد. در سال ۱۸۹۵ میلادی روزنامه توسط آلفردو فراساتی خریداری شد. او انتشار روزنامه را با نام کنونی و در گسترهٔ ملی ادامه داد. این روزنامه یکی از قدیمی‌ترین و پرفروش‌ترین روزنامه چاپ ایتالیا است که در مه ۲۰۲۳ میانگین تیراژ آن۸۷۱۴۳ نسخه بود. تا اواخر دهه ۱۹۷۰ و اوایل دهه ۱۹۸۰، زمانی که کشور تحت فرآیند ملی شدن قرار گرفت، لا استامپا و کوریره دلا سرا روزنامه‌های واقعی ملی نبودند، زیرا منطقه جغرافیایی تیراژ آنها عمدتاً به پیه‌مونته برای لا استامپا و لامبوردی برای کوریره دلا سرا محدود می‌شد. بنابراین، هر دو روزنامه خوانندگان مشترکی داشتند که به محل زندگی و طبقه اجتماعی آن‌ها مرتبط بود، عمدتاً از طبقه صنعت گران و محافل مالی بودند. لا استامپا از نظر تاریخی روزنامه رکورد تورین بوده است.
این روزنامه در کنار ایل سول ۲۴ اوره، لا رپوبلیکا، کوریره دلا سرا و ایل مساجرو یکی از روزنامه‌های ملی برجسته ایتالیا محسوب می‌شود.
وب‌سایت این روزنامه از سال ۱۹۹۹ آغاز به کار کرد.

## تیراژ
تیراژ لا استامپا در سال ۱۹۸۸، ۵۶۰۰۰۰ نسخه بود. این روزنامه در سال ۱۹۹۷ تیراژش به ۳۷۶۴۹۳ نسخه رسید. تیراژ آن ۳۹۹۰۰۰ نسخه در سال ۲۰۰۰ و ۴۰۹۰۰۰ نسخه در سال ۲۰۰۱ بود تیراژ مقاله آن ۲۵۶۲۰۳ نسخه است.